# Theys Hiyo Eluay
Dortheys Hiyo Eluay, més conegut com a Theys Hiyo Eluay o Theys Eluay, (Sereh, prop de Sentani, Índies Orientals Neerlandeses, 3 de novembre de 1937 – Jayapura, 10 de novembre de 2001) fou un polític papú, dirigent del Consell del Presidium de Papua (Presidium Dewan Papua). Caracteritzat per adoptar un paper ambivalent entre l'unionisme indonesi i l'independentisme papú, morí assassinat a mans d'un esquadró del Kopassus, una unitat especial de l'exèrcit indonesi.

## Biografia

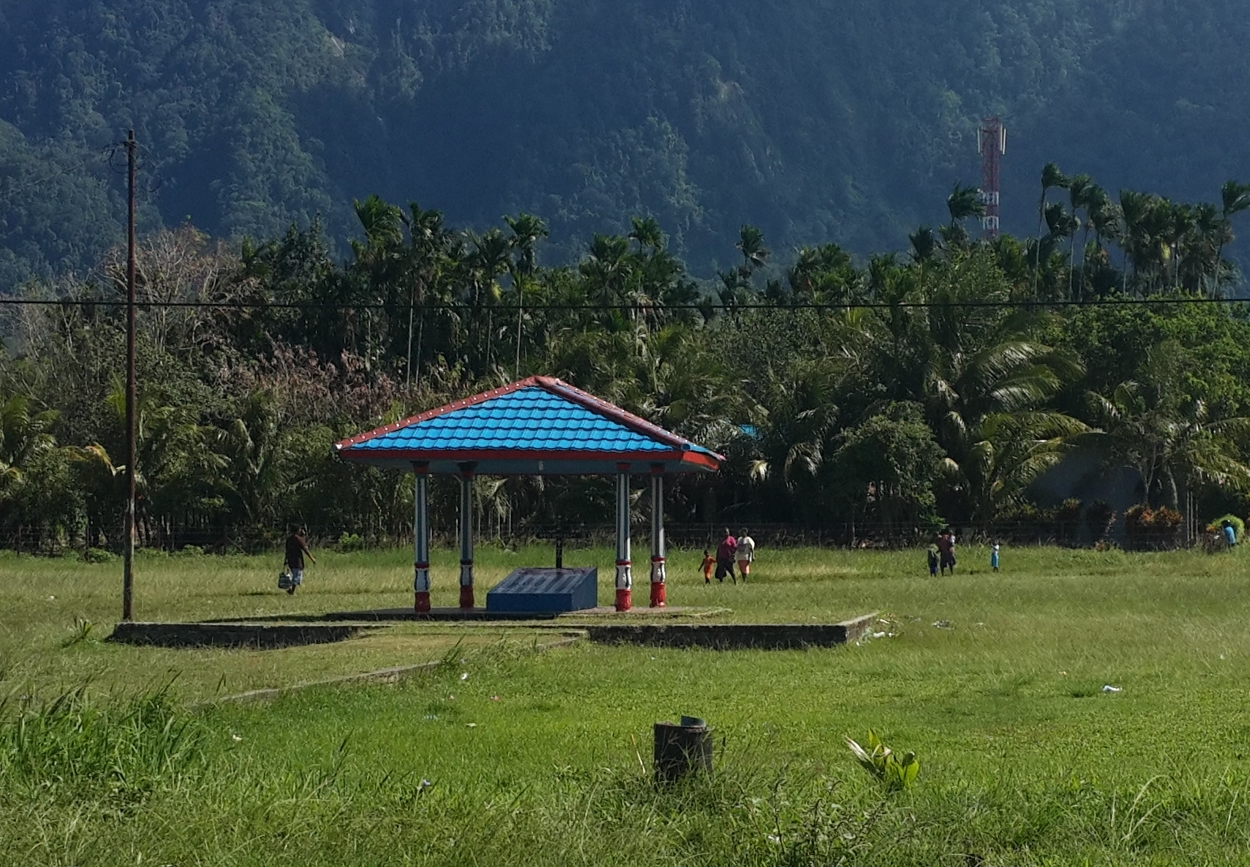
Tomba de Theys Hiyo Eluay a Jayapura

### Orígens
Eluay nasqué el 3 de novembre de 1937 al poble de Sereh, prop de Sentani, en el que llavors eren les Índies Orientals Neerlandeses, i posteriorment Nova Guinea Neerlandesa. Realitzà els cursos posteriors de l'educació primària a l'escola Jongensvervolgschool (JVS), de Yoka, un internat dirigit pel missioner neerlandès Izaak Samuel Kijne. Després del JVS realitzà un curs de meteorologia i treballà després com a ajudant de meteoròleg. La seva família estava formada per líders tradicionals (ondoafi) del seu poble natal i, tot i no haver estat nomenat per a aquesta funció, s'autoproclamà ondoafi emparant-se en el grau d'estudis superiors que adquirí.

### Trajectòria política
El 1962, Indonèsia s'annexà Nova Guinea després del domini dels Països Baixos i ell ajudà a l'exèrcit i a la policia indonèsia a trobar papús partidaris del colonialisme neerlandès i contraris a la conquesta indonèsia. Això va provocar al voltant de 15,000 morts a la zona de Sentani, així com nombrosos refugiats, alguns d'ells encara repartits a Papua Nova Guinea. El 1969 fou un del miler de papús seleccionats per a participar en l'Acta de Lliure Elecció (en indonesi: Penantuan Pendapat Rakyat o PEPERA), que unànimement votà a favor de la integració de Papua Occidental a Indonèsia. En aquest sentit, Eluay feu campanya a favor de la integració amb Indonèsia. El 1971 es convertí en membre de l'assemblea territorial, el Consell de Representants del Poble Regional de la província d'Irian Jaya, com a militant del Partit Cristià Indonesi (Parkindo), i el 1977 es traslladà a les files del partit Golkar. El 1980 s'uní al Consell Deliberatiu de Papua (Lembaga Musyawarah Adat Papua) com a representant de l'àrea de Sentani i, més tard, per a tota la província de Papua. El 1990 es convertí en el seu president. Organitzà i entrenà joves papús a la Força de Tasques de Papua (Satgas Papua), organització liderada pel seu fill Boy Eluay que aconseguí establir, amb èxit, l'ordre en grans manifestacions massives i a la Mubes i el Congrés de Papua. També inicià l'Oficina de Comandament de Papua (Posko Papua), establerta a l'entrada de molts pobles per a controlar qui entrava o sortia del poble, per a prevenir els provocadors i evitar una situació de conflicte violent com a la ciutat veïna d'Ambon. Per a aquests projectes rebé un generós suport financer de Yorrys Raweyai, un papú d'ascendència xinesa de Serui, vicepresident de la Joventut Pancasila (Pemuda Pancasila), una organització juvenil pro-Suharto formada per gàngsters. Tot i l'aparent creixement desmesurat de la Força de Tasques de Papua i, de vegades, l'opac finançament de les seves activitats, fou part indestriable de l'estratègia de contrainsurgència de les forces de seguretat indonèsies, per tal d'infiltrar-se, comprometre i neutralitzar els grups separatistes existents, a més d'identificar altres xarxes i personalitats encobertes partidàries de la independència.
A partir de 1996, el consell esdevingué més polític, mentre que, amb l'augment de la llibertat política després de la caiguda del president Suharto el 1998, tant el Consell com ell començaren a parlar obertament sobre l'estatut polític de Papua i sobre el dret a l'autodeterminació dels papús. El 6 d'octubre de 1998, després que fos detingut amb cinc altres líders independentistes, fou acusat d'haver organitzat manifestacions independentistes per tota Jayapura durant el mes de juliol. Després d'una important pressió popular, fou alliberat però els càrrecs oficialment mai foren retirats. El 1999 fou escollit a la Gran Consulta (Mubes o Musyawarah Besar) de Sentani com a president del Consell del Presidium de Papua (Presidium Dewan Papua, PDP). En la creació d'aquesta organització, utilitzà els fons proporcionats pel govern d'Abdurrahman Wahid, així com els militars indonesis. L'any 2000, el president Wahid, recolzat pel Segon Congrés de Papua, organitzat a Jayapura, fou reafirmat com a líder del PDP i el líder amungme Tom Beanal fou escollit diputat. A finals de novembre de 2000, fou novament detingut i acusat de rebel·lió. A l'atestat policíac se cità una reunió organitzada el 12 de novembre de 2000 a la seva casa de Sentani, als afores de Jayapura, en la qual pregonà la independència. Addicionalment s'afegí com a càrrec el paper actiu adoptat durant una cerimònia d'hissada de la bandera de Papua Occidental, l'1 de desembre de 1999. Començà a anomenar-se a si mateix «Pimpinan Besar Bangsa Papua» ("gran líder del poble de Papua") i aparegué gairebé a diari als periòdics. El maig de 2001 fou jutjat a Jayapura juntament amb els altres líders, però no fou detingut després que comencés el judici. Quan Eluay morí assassinat el judici encara estava en curs, de fet, el 12 de novembre de 2001, estava prevista l'escolta dels tres últims testimonis presentats per l'acusació.

### Assassinat
El 10 de novembre de 2001, a Jayapura, fou localitzat mort al seu cotxe després de ser assassinat. El vespre d'aquell dia, sopà al quarter de Kopassus com a assistent a la celebració del dia nacional dels herois. L'informe d'autòpsia manifestà que l'estrangulació fou la causa de la mort. L'Institut per a l'estudi i la defensa dels drets de l'home parlà de rapte, tortura i assassinat. Morí als seixanta-quatre anys i deixà en vida a l'esposa i set fills.
A l'abril de 2003, quatre membres de Kopassus reconegueren l'assassinat per estrangulació després d'una discussió sobre el separatisme que s'anà de les mans.

## Llegat

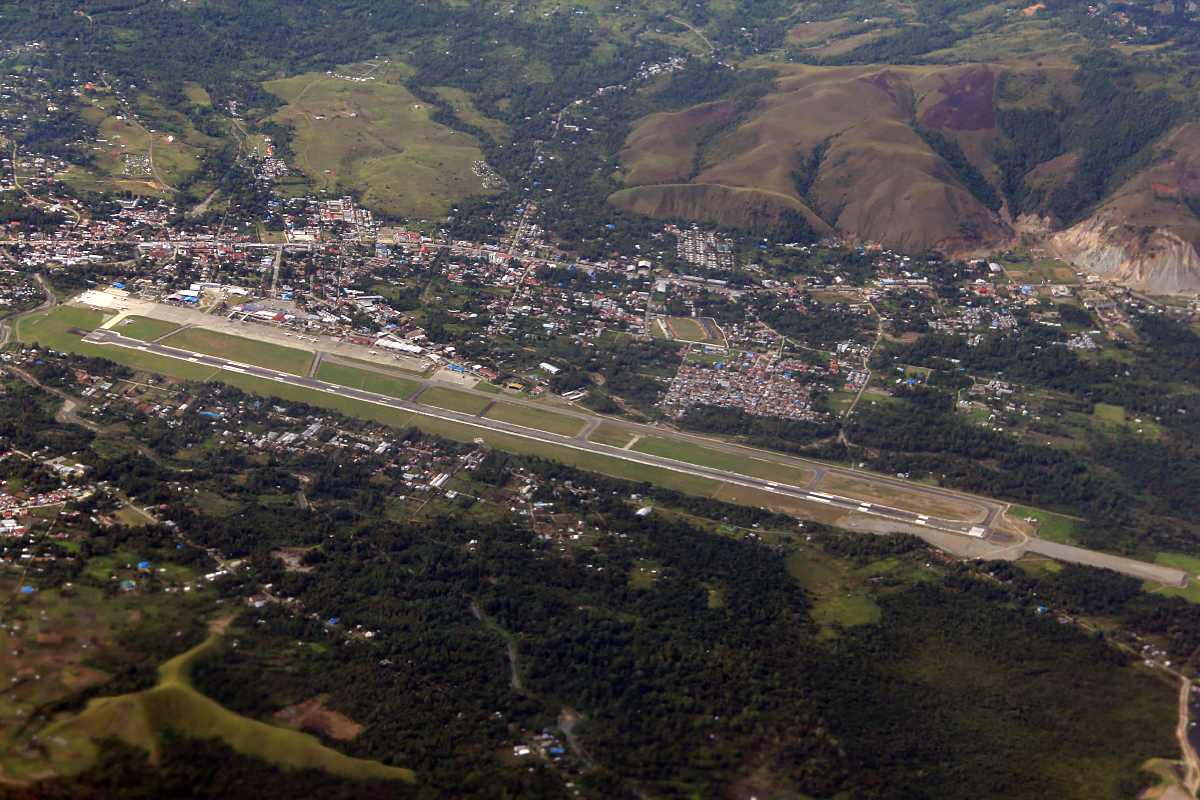
El nou aeroport internacional Dortheys Hiyo Eluay a Sentani.

El 10 de novembre de 2018, Yanto Eluay, fill de Theys Hiyo Eluay, juntament amb altres parents d'Eluay, declararen el perdó als autors de l'assassinat en ocasió del 17è aniversari del crim. També exigiren que l'assassinat no fos anomenat «violació dels drets humans» o ser utilitzat per a finalitats polítiques.
El 20 d'octubre de 2020, el governador de Papua Lukas Enembe, després de l'aprovació del Ministeri de Transports indonesi i el Consell de Representants Populars de Papua, reanomenà l'aeroport internacional de Sentani, el major dels de Papua, com a aeroport internacional Dortheys Hiyo Eluay. Aquest canvi de nom fou en honor als seus esforços per lluitar contra la dreta de Papua i com una de les figures rellevants de l'Acta de Lliure Elecció (PEPERA) de 1969. L'aeroport es va construir en terres duaneres de la família Eluay que foren alliberades als neerlandesos per Nero Nihiwe Eluay.